# 住田彦太郎
住田 彦太郎（すみた ひこたろう、生年不明 - 1833年〈天保4年〉10月14日）は、江戸時代後期の歌舞伎囃子方。

## 生涯
幕臣（出身家不明）だったが、笛方の初代住田又七の弟子となった。
1809年（文化6年）、江戸森田座の立笛に進む。
天保4年10月14日死去。当初の墓所は不明だが、縦笛の形をした珍しい墓石は現在ありがた山に現存する。